# Glossadelphus mauiensis
Glossadelphus mauiensis är en bladmossart som beskrevs av Brotherus 1927. Glossadelphus mauiensis ingår i släktet Glossadelphus och familjen Hypnaceae. Inga underarter finns listade i Catalogue of Life.